# Nakkapalle
Nakkapalle es una ciudad censal situada en el distrito de Visakhapatnam en el estado de Andhra Pradesh (India). Su población es de 7603 habitantes (2011). Se encuentra a 76 km de Visakhapatnam.

## Demografía
Según el censo de 2011 la población de Nakkapalle era de 7603 habitantes, de los cuales 3551 eran hombres y 4052 eran mujeres. Nakkapalle tiene una tasa media de alfabetización del 71,77%, inferior a la media estatal del 67,02%: la alfabetización masculina es del 74,52%, y la alfabetización femenina del 69,39%.